# سینما استقلال (تهران)
سینما استقلال (نام پیشین: سینما امپایر) از سینماهای تهران است. این سینما در سال ۱۳۳۹ با نمایش فیلم شب‌های اروپا بازگشایی شد. در حال حاضر این سینما با درجه ممتاز و گنجایش ۷۰۰ نفر و مساحت ۸۰۰ متر تحت نظر حوزه هنری می‌باشد. سینما استقلال در خیابان ولیعصر، بالاتر از میدان ولیعصر قرار دارد.

## نگارخانه

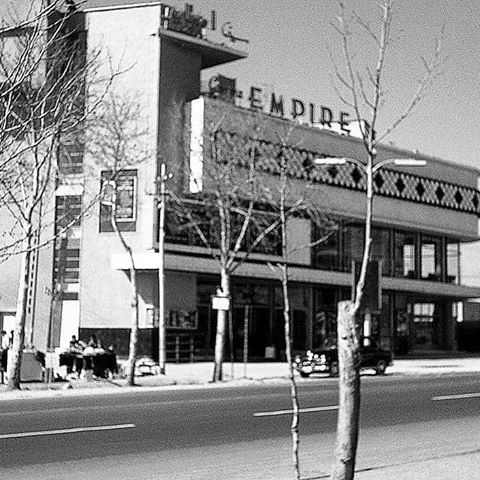
سینما امپایر پیش از انقلاب ۱۳۵۷
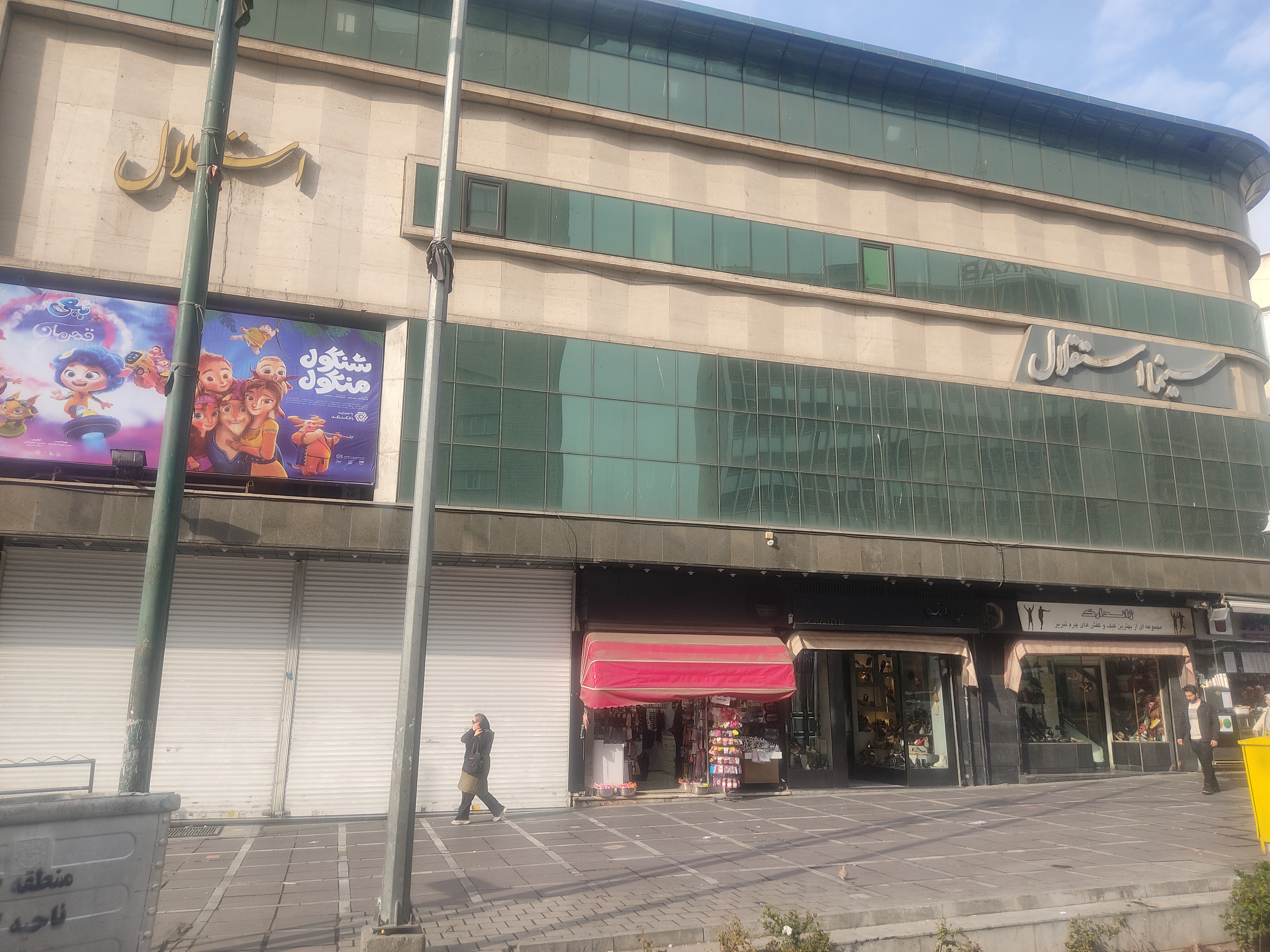
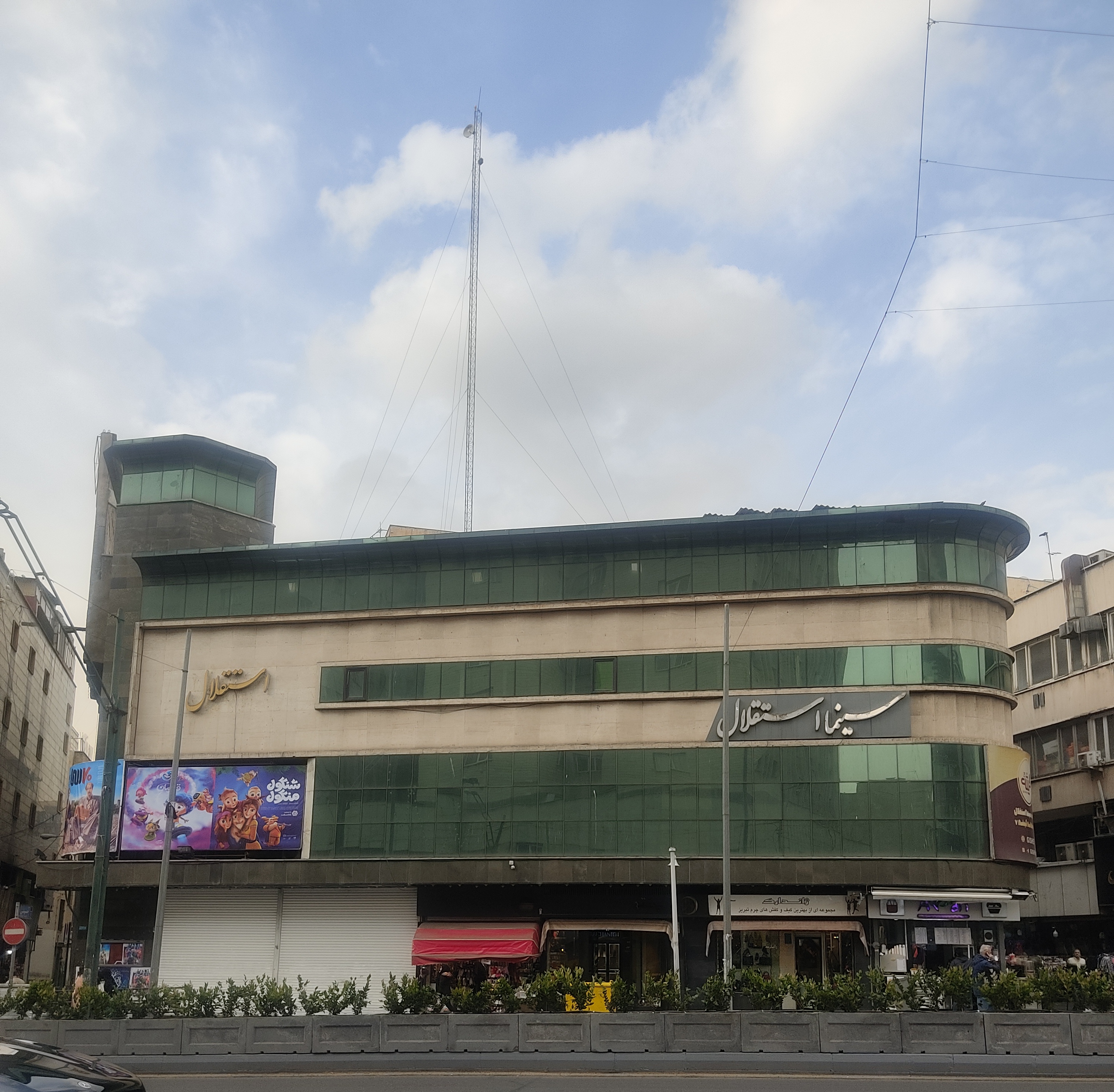